# 卡伦·福克尔
卡伦·福克尔（德語：Karen Forkel，1970年9月24日—），德国女子田径运动员。她曾代表德国参加1992年和1996年夏季奥林匹克运动会田径比赛，其中1992年奥运会获得一枚铜牌。